# المتحف الحربي السويدي
المتحف الحربي السويدي (باللغة السويدية: Livrustkammaren) هو متحف في القصر الملكي في ستوكهولم بالسويد. يحتوي المتحف على العديد من القطع الأثرية من التاريخ العسكري السويدي ومن العائلة المالكة السويدية. يُعد المتحف من أقدم المتاحف في السويد حيث أنشئه الملك جوستاف الثاني أدلوف عام 1628 وذلك بعدما قرر أنه يجب الاحتفاظ بملابسة التي ارتداها في حملته العسكرية على بولندا للأجيال القادمة.
أخذ الجيش السويدي قرنًا يُستخدم في تناول المشروبات مصنوعًا من آخر حيوان أرخص في قيد الحياة في غنائم الحرب على ياكتوروف في بولندا وذلك أثناء غزو السويد لبولندا (1655-1660). يوجد هذا القرن من ضمن المعروضات في المتحف.

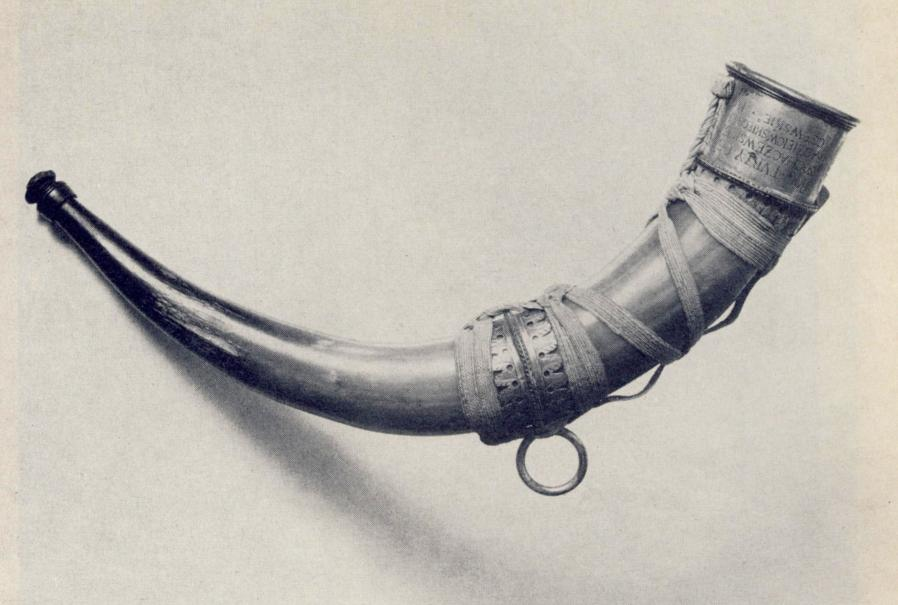
القرن المُحلى بالزخارف المصنوع من آخر حيوان أرخص على وجه الأرض والذي يعود إلى ملك بولندا سييسموند الثالث
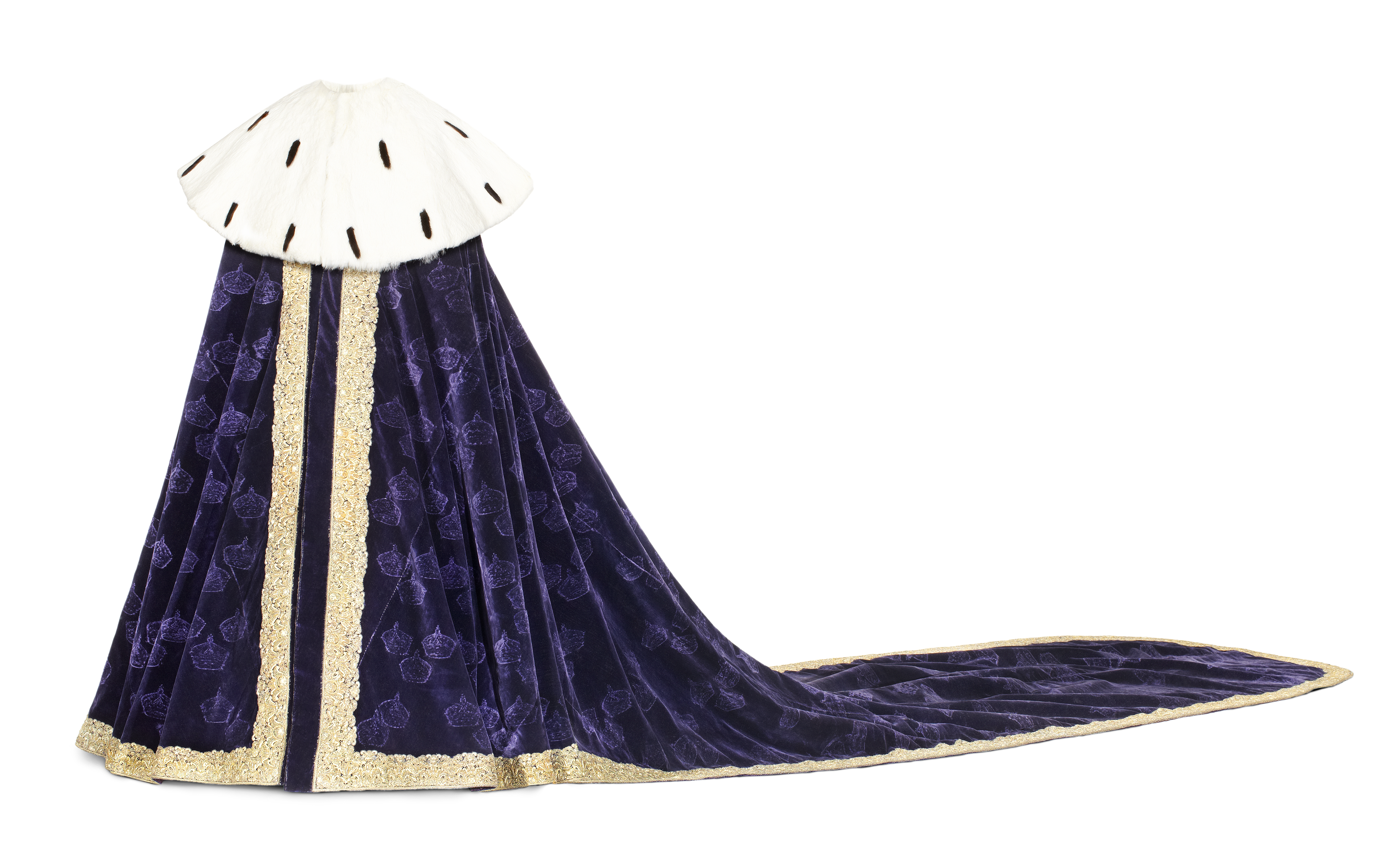
رداء الملكة كريستسنا الذي ارتدته يوم تنصيبها ملكة
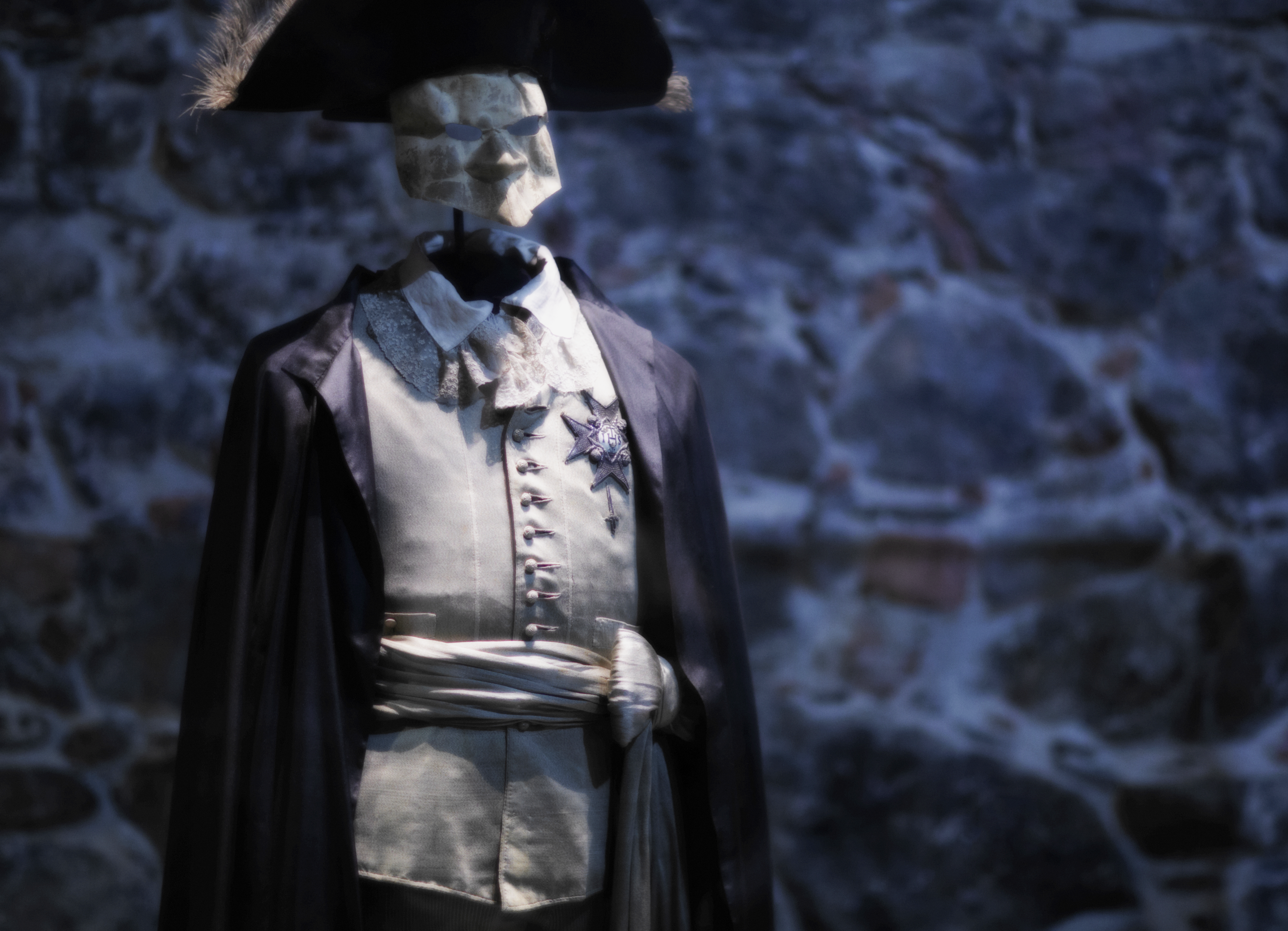
الرداء الحربي الخاص بالملك جوستاف الثالث
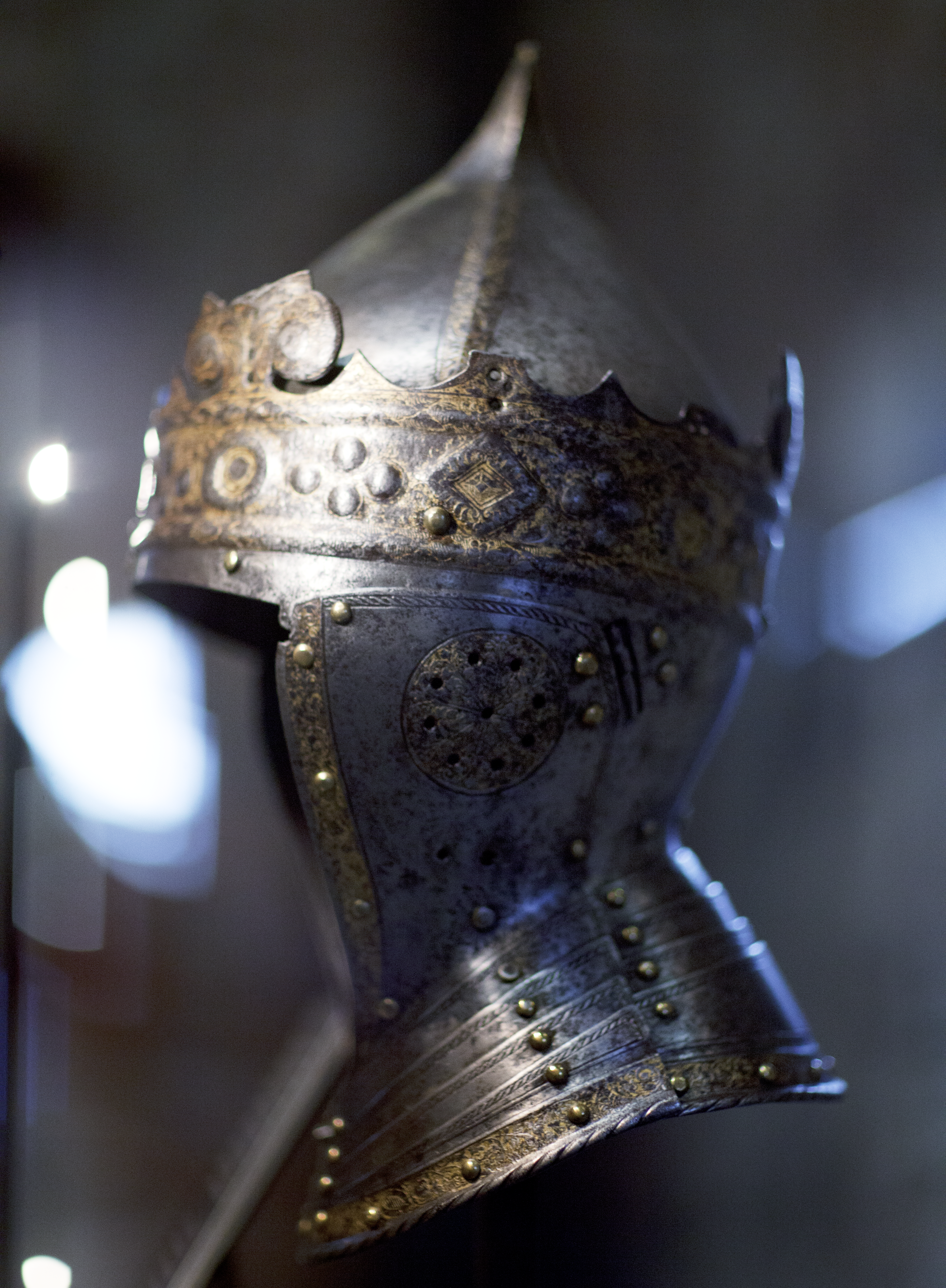
خوذة رأس خاصة بالملك جوستاف فاسا، 1540

## وصلات خارجية
- الموقع الرسمي